# Hans Schmidt-Isserstedt
Hans Schmidt-Isserstedt (ur. 5 maja 1900 w Berlinie, zm. 28 maja 1973 w Holm) – niemiecki dyrygent.

## Życiorys
Studiował dyrygenturę i muzykologię w Heidelbergu, Münster i Berlinie. Uczył się też kompozycji w berlińskiej Hochschule für Musik u Franza Schrekera. W latach 1923–1928 pracował jako korepetytor w teatrze operowym w Wuppertalu. Dyrygował operami w Rostocku (1928–1931) i Darmstadcie (1931–1933). Od 1935 do 1942 roku był pierwszym dyrygentem opery w Hamburgu. W 1943 roku został dyrygentem berlińskiej Deutsche Oper, a rok później jej generalnym dyrektorem muzycznym. W latach 1945–1971 kierował orkiestrą rozgłośni Nordwestdeutscher Rundfunk w Hamburgu. Od 1955 do 1964 roku dyrygował również Szwedzką Królewską Orkiestrą Filharmoniczną.
W swoim repertuarze posiadał zarówno utwory klasyczne, jak i współczesne. Gościnnie występował z licznymi orkiestrami operowymi m.in. na festiwalu w Glyndebourne (1958) i Covent Garden Theatre (1962). Okazjonalnie sam komponował, napisał m.in. operę komiczną Hassan gewinnt (wyst. Rostock 1928). Napisał pracę poświęconą twórczości operowej W.A. Mozarta (wyd. Münster 1923).